# Why Don't You Play in Hell?
Pour plus de détails, voir Fiche technique et Distribution.
Why Don't You Play in Hell (地獄でなぜ悪い, Jigoku de naze warui) est une comédie d'action japonaise produite, écrite et réalisée par Sion Sono. 
Au festival international du film de Toronto de 2013, le film a remporté le People's Choice Award dans la section Midnight Madness. Le film a également été présenté la même année à la Mostra de Venise.

## Synopsis
Hirata rêve de devenir réalisateur, mais ses ambitions sont contrariées par une bande de yakuza. En effet, celle-ci implique les parents de Mitsuko, une des actrices du film que doit tourner le cinéaste en herbe.

## Fiche technique
- Titre : Why Don't You Play in Hell
- Titre original : 地獄でなぜ悪い (Jigoku de naze warui?)
- Réalisateur : Sion Sono
- Scénario : Sion Sono
- Photographie : Hideo Yamamoto (ja)
- Montage : Jun'ichi Itō (ja)
- Musique : Sono Sion
- Pays d'origine :  Japon
- Langue originale : japonais
- Format : couleur - 2,35:1 - 35 mm - Dolby Digital
- Genre : Comédie et action
- Durée : 129 minutes[1]
- Date de sortie :
  - Japon : 28 septembre 2013[1]

## Distribution
- Jun Kunimura
- Shin'ichi Tsutsumi (en)
- Fumi Nikaidō
- Tak Sakaguchi
- Tomochika (ja)
- Hiroki Hasegawa
- Gen Hoshino
- Megumi Kagurazaka : Junko

## Autour du film
Sono Sion avait écrit ce scénario dans les années 1990, quinze ans avant de pouvoir le réaliser.